# Малый Узень (река)
Ма́лый Узе́нь (каз. Кіші Өзен, Сарыөзен) — река в Саратовской области России и Западно-Казахстанской области. Длина течения — от 638 до 300 километров. В «Книге Большому Чертежу» названа Деревянным Узенём. 

## Этимология
Название реки Малый Узень, также как и реки Большой Узень, восходит к тюркскому слову озен, узен со значением «небольшая река; долина, овраг». По названию рек Малый и Большой Узень образовалось название местности Узени, в которой развивались различные историко-культурные процессы, в том числе с участием Емельяна Пугачёва.

## Описание
Река берёт начало в Ершовском районе Саратовской области, севернее города Ершов. В настоящее время значительную часть питания реки осуществляет Саратовский оросительно-обводнительный канал.
В верховьях Малого Узеня имеется несколько небольших озёр. Течёт Малый Узень параллельно Большому Узеню и, как и последний, теряется в песках, окружающих Камыш-Самарские озера. Притоки Малого Узеня вообще незначительны, наибольший — Паника.
Река пересекает железнодорожную линию Красный Кут — Александров Гай Приволжской железной дороги у станции Питерка.

## Населённые пункты на реке Малый Узень
- Ершовский район Саратовской области: город Ершов, сёла Перекопное, Краснянка, Васильевка, Александрия, Еремеевка.
- Фёдоровский район Саратовской области: село Борисоглебовка
- Питерский район Саратовской области: сёла Алексашкино, Козловка, Новотулка, Моршанка, Мироновка, Питерка, Агафоновка, Малый Узень
- Новоузенский район Саратовской области: село Петропавловка; на территории района по реке проходит граница с Казахстаном
- Александрово-Гайский район Саратовской области: село Варфоломеевка; на территории района по реке проходит граница с Казахстаном
- Западно-Казахстанская область: Таловка, Кошанколь, Казталовка, Бостандык, Коктерек